# Alexander Ahl Holmström
Alexander Gustav Kent Ahl Holmström, född 4 april 1999 i Österhaninge församling i Stockholms län, är en svensk fotbollsspelare som spelar som anfallare för 1. FC Magdeburg i Zweite Bundesliga. Han har tidigare bland annat representerat FC Gute i Division 2, Kalmar FF och Gais i Allsvenskan samt AFC Eskilstuna och Örgryte IS i Superettan. 

## Klubbkarriär
Alexander Ahl Holmström föddes i Brandbergen i Haninge kommun utanför Stockholm, men flyttade som barn med familjen till Visby på Gotland. Som barn spelade han förutom fotboll i FC Gute även tennis i Visby Tennisklubb innan han vid 13–14 års ålder helt satsade på fotbollen. Han gick på fotbollsgymnasium i Visby och spelade som 16-åring en säsong med FC Gutes seniorlag i division 2 innan han vid 17 års ålder flyttade till Kalmar FF.

### Kalmar FF
I Kalmars U19-lag hade Ahl Holmström Henrik Rydström som tränare, och ett och ett halvt år efter flytten fick han göra allsvensk debut för Kalmar med ett inhopp i en 1–2-förlust mot BK Häcken i september 2018. Drygt två månader efter debuten skrev han på sitt första seniorkontrakt med Kalmar FF, då han skrev på ett tvåårskontrakt. I mars 2019 lånades han ut till division 1-klubben Oskarshamns AIK genom ett samarbetsavtal som gjorde honom tillgänglig för spel i båda klubbarna under säsongen 2019. Ahl Holmström gjorde sitt första allsvenska mål i en 3–3-match mot Hammarby IF den 30 augusti 2020.

### AFC och Örgryte IS
När Ahl Holmströms kontrakt med Kalmar gick ut värvades han i januari 2021 av AFC Eskilstuna i Superettan, där han skrev på ett tvåårskontrakt med option på ytterligare ett år. Han trivdes i AFC, fick tränaren Özcan Melkemichels förtroende och gjorde nio mål på 28 matcher för klubben. I februari 2022 köptes han loss av Örgryte IS, och skrev på ett tvåårskontrakt för klubben. I Öis hade han dock en mindre lyckad tid och fick mest agera inhoppare. Han gjorde dock flera viktiga mål för klubben, bland annat i en avgörande kvalmatch mot Sandvikens IF hösten 2022.

### Gais
Den 20 januari 2023 presenterades Ahl Holmström av Gais, där han skrev på ett tvåårskontrakt. Han gjorde mål redan i sin första match för klubben, en träningsmatch mot Varbergs Bois som Gais vann med 2–1. I Superettan 2023 hade han sedan en lite trög start, men i augusti hamnade han i ett målstim, gjorde fem mål på fyra matcher och utsågs därför till månadens spelare i serien. Sammanlagt blev det 8 mål på 28 matcher för Ahl Holmström när Gais slutade tvåa i Superettan 2023 och gick upp i Allsvenskan.
I omgång 2 av Allsvenskan 2024, i en bortaseger mot IFK Värnamo på Borås Arena den 9 april, gjorde Ahl Holmström Gais första allsvenska mål sedan 2012. Han fortsatte sedan att göra många mål för klubben, och eftersom hans kontrakt med Gais dessutom löpte ut efter säsongen omgärdades han under senare delen av säsongen av flyttrykten, med rapporterat intresse från klubbar i Polen, Italien, Portugal och Tyskland. Redan i september sades det att 1. FC Magdeburg i tyska andraligan förhandlade om att skriva kontrakt med Ahl Holmström, och efter den allsvenska säsongen, i vilken han till sist gjorde totalt 10 mål på 29 matcher, meddelades att Ahl Holmström hade skrivit på för Magdeburg.

### 1. FC Magdeburg
Den 1 januari 2025 anslöt Ahl Holmström till Magdeburgs trupp, men under vårsäsongen var han ofta skadad och fick inte mycket speltid. Totalt spelade han i åtta matcher (inga mål) när klubben slutade femma i 2. Bundesliga säsongen 2024/2025.

## Landslagskarriär
Ahl Holmström landslagsdebuterade för Sveriges U19-landslag i oktober 2019 i en 1–0-förlust mot Frankrike, där han blev inbytt i den 40:e minuten mot Pontus Almqvist. Han spelade sammanlagt två U19-landskamper för Sverige 2019.

## Spelstil
Ahl Holmström är en stor (191 cm), tung och kraftig spelare, och ses ofta som en targetspelare, men han är också snabb och går gärna i djupled.